# Chordeuma sylvestre
Chordeuma sylvestre är en mångfotingart som beskrevs av Carl Ludwig Koch 1847. Chordeuma sylvestre ingår i släktet Chordeuma och familjen spinndubbelfotingar. Inga underarter finns listade i Catalogue of Life.